# 尼亚姆·鲁布桑楚勒特木
尼亚姆·鲁布桑楚勒特木（1916年—），蒙古族，蒙古布尔干省布莱格杭爱县人，蒙古人民共和国政治人物。

## 生平
1916年，鲁布桑楚勒特木生于布尔干省布莱格杭爱县。1947年，加入蒙古人民革命党。1954年至1955年，任蒙古驻中国大使馆参赞。1960年，当选为第四届大人民呼拉尔主席团秘书长。1961年蒙古人民革命党十四大起，当选为历届中央委员。1964年至1973 年，任蒙古驻苏联大使，兼驻芬兰、瑞典、日本、伊朗等国大使。1973年和1977年，分别当选为第七届和第九届大人民呼拉尔主席。他还当选为蒙古和平与友好组织联合会执委会主席。
1986年，鲁布桑楚勒特木出任蒙古驻中华人民共和国大使。